# 甜没药姜黄醇
甜没药姜黄醇（英語：Bisacurone）是一种分子式为C15H24O3的有机化合物，提取自药用植物薑黃（学名：Curcuma longa）中，在体外（In vitro）具有抗炎、抗氧化和抗遠端轉移活性。